# 绍鲁德
绍鲁德，是匈牙利赫维什州所辖的一个村。总面积51.62平方公里，总人口1184，人口密度22.9人/平方公里（2011年1月1日）。